# أنابيرغ
أنابيرغ (بالألمانية: Annaberg) هي مدينة في مقاطعة ليلينفيلد في ولاية النمسا السفلى.